# Lariano
Lariano é uma comuna italiana da região do Lácio, província de Roma, com cerca de 10.092 habitantes. Estende-se por uma área de 26 km², tendo uma densidade populacional de 388 hab/km². Faz fronteira com Artena, Cori (LT), Rocca di Papa, Rocca Priora, Velletri.

## Demografia
| Variação demográfica do município entre 1861 e 2011                               |
|                                                                                   |
| Fonte: Istituto Nazionale di Statistica (ISTAT) - Elaboração gráfica da Wikipedia |